# Periscope (App)
Periscope war eine für Android und iOS verfügbare mobile Applikation für Videodirektübertragung in Echtzeit. Sie wurde ursprünglich von Kayvon Beykpour und Joe Bernstein entwickelt. Die Neugründung zur Vermarktung der anfangs nur für iOS verfügbaren Applikation wurde im März 2015 für eine unbekannte Summe von Twitter akquiriert, das die Applikation im darauffolgenden Mai im App Store und bei Google Play auch für Android zur Verfügung stellte.
Am 15. Dezember 2020 verkündete Twitter die Einstellung des Dienstes ab dem 31. März 2021.

## Funktionalität

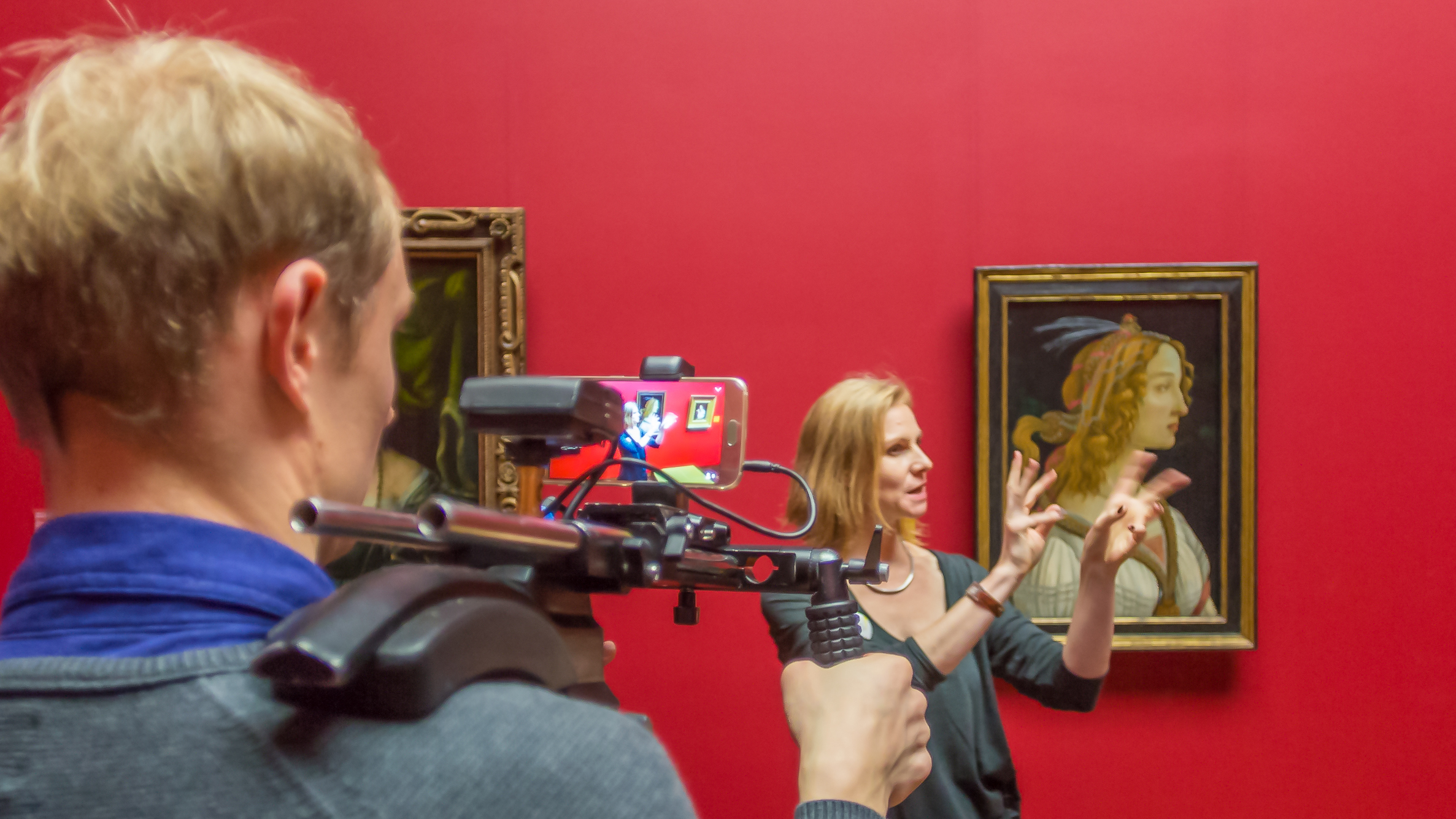
Liveübertragung einer Führung durch das Städelsche Kunstinstitut unter dem Hashtag #200jahrestaedel

Die Anmeldung ist über einen Twitter-Account oder mit der Telefonnummer möglich. Videos können mit der Applikation oder im Browser angesehen werden. Sie können kommentiert und durch Zustimmung („like“) bewertet werden. Zu Beginn wurden nur Hochformataufnahmen unterstützt. Es ist möglich, die Adressaten auf ausgewählte Zuschauer zu begrenzen. Zudem kann man wählen, wem man folgen möchte und wird informiert, wenn die entsprechende Person auf Sendung geht. Die Echtzeitvideos werden mit einer Nachlaufzeit von 24 Stunden nach Erstsendung zwischengespeichert und sind danach nicht mehr verfügbar. Es ist jedoch möglich, eigene Direktsendungen bzw. Videostreams auf dem Mobiltelefon dauerhaft zu speichern.

## Urheberrechtsproblematik
Durch die einfache Videodirektübertragung ergibt sich für Konzerte  das Problem der Urheberrechtsverletzung. Das Golfturnier US Open im Juni 2015 war die erste größere Sportveranstaltung, bei der die Ausrichter der USGA ausdrücklich bekanntgaben, dass Aufsichtspersonal das Turnier und die Portale kontrolliert, und dass jene Zuschauer einen Verweis erhalten, welche mit Periscope oder dem Konkurrenzanbieter Meerkat das Turnier übertragen.

## Nutzung und Verbreitung
Eine private Direktsendung mit Tausenden von Zuschauern erfolgte am 26. Juni 2015 von Roger Federer, der etwa eine Viertelstunde lang von der Wimbledon-Anlage aus übertrug, was er vorher über Twitter angekündigt hatte.
In den USA wurden in mehreren Fällen Verbrechen wie Vergewaltigung mit der App live übertragen, was starke Diskussionen auslöste.
Am 2. April 2016 wurden von Slick Chix Lifestyle und iCom solutions group die ersten Periscope Awards vergeben.
PeriscopeTV ist ein auf Periscope basierender Fernsehsender.